# Johan Olof Wallin
Johan Olof Wallin (15. října 1799, farnost Stora Duna (dnes součást města Borlänge), Dalarna – 30. června 1839, Uppsala) byl švédský romantický básník a překladatel, kněz a arcibiskup. Vynikl především jako autor formálně brilantních duchovních písní i básní plných vřelého citu.

## Život
Pocházel z chudé rodiny poddůstojníka a celá svá studia se musel potýkat s chudobou. Nejprve chodil do základní školy ve Falunu a pak na gymnázium ve Västeråsu. Kvůli nedostatku financí musel studium dokonce přerušit a živit se výukou mladších dětí. Díky svému nadání a píli mu bylo umožněno roku 1799 začít studovat teologii na Uppsalské univerzitě, kde roku 1803 získal titul doktora filozofie. Roku 1806 byl vysvěcen na kněze a stal se církevním adjunktem ve vojenské akademii na zámku Karlberg, kde byl v roce 1809 povýšen na zámeckého kazatele a lektora teologie. Zároveň se stal farářem v Solně. Roku 1810 se stal členem Švédské akademie a v tom samém roce se oženil s Annou Marií Dimanderovou pocházející z bohaté rodiny výrobce tabáku. Roku 1812 byl jmenován vikářem kongregace Adolfa Fredrika ve Stockholmu a roku 1816 proboštem ve Västeråsu. V roce 1818 byl jmenován hlavním vikářem (pastor primarius) Velké církevní kongregace ve Stockholmu.
Roku 1825 se stal členem Švédského výboru pro školní politiku, kde se společně s Erikem Gustafem Geijerem po počátečním konzervativním postoji zasazoval o zakládání veřejných škol. Byl také iniciátorem založení dívčí školy Wallinska skolan roku 1831, čtvrté seriózní vzdělávací dívčí školy ve Švédsku a první v hlavním městě Stockholmu, která poskytovala dívkám téměř stejné vzdělání jako chlapcům.
Roku 1818 se stal členem Královské švédské hudební akademie, roku 1826 čestným členem Královské švédské akademie historie a starožitností a roku 1827 členem Královské švédské akademie věd. V roce 1830 se stal vrchním dvorním kazatelem a v roce 1837 jako arcibiskup v Uppsale hlavou švédské luteránské církve a zároveň členem Riksdagu (švédského parlamentu). Zemřel v Uppsale v roce 1839 a byl pohřben na stockholmském Severním hřbitově v Solně.

## Literární dílo

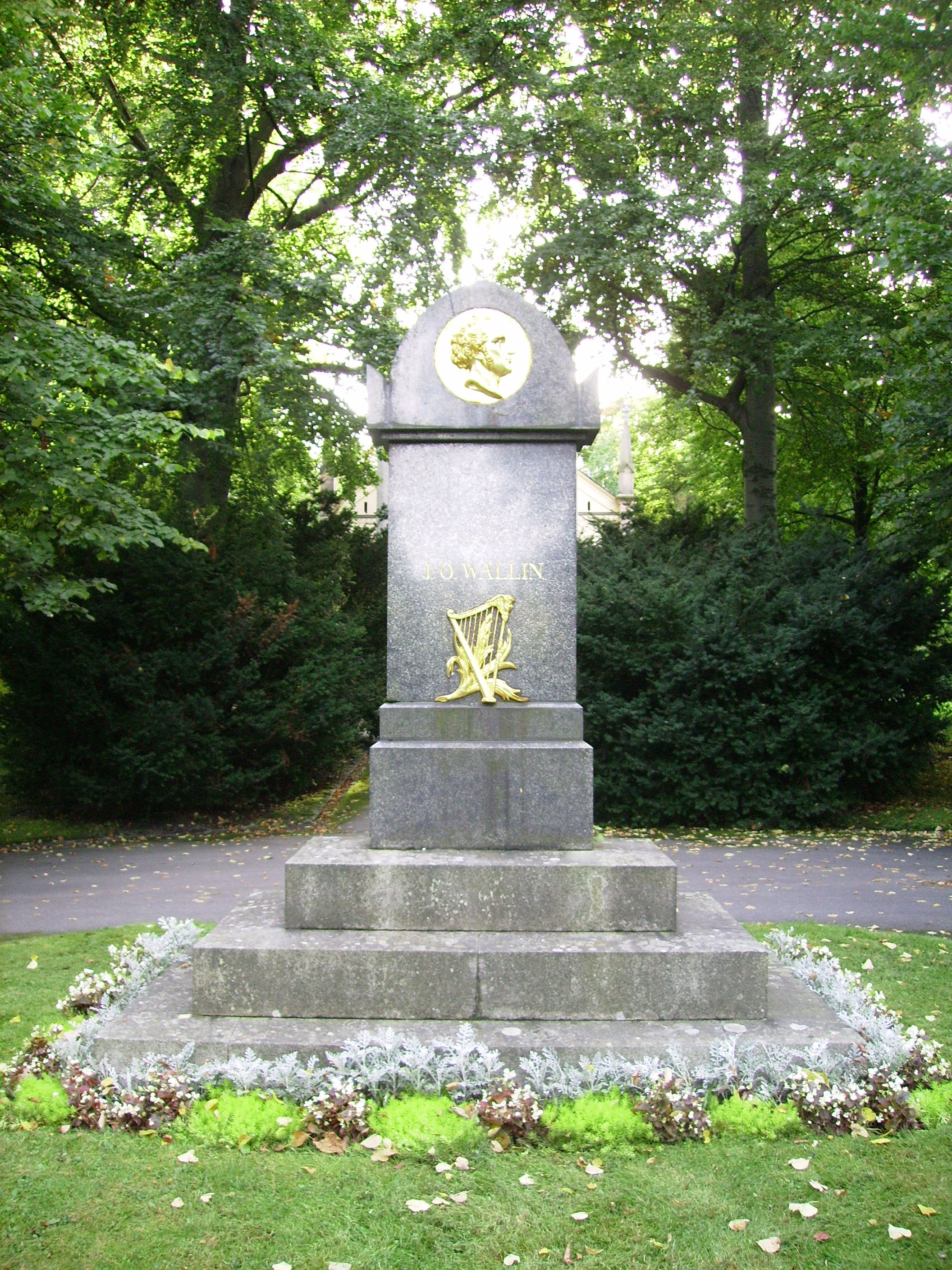
Wallinův hrob v Solně

Již během studentských let v Uppsale psal veselé pijácké písně, například Lycksalig den, som stod pá eget stop (Blažený ten, kdo o svůj džbánek opřen) i reflexívní poezii v duchu klasicistní didaktické literatury a roku 1803 obdržel druhou cenu Švédské akademie za parafráze některých Horatiových ód. V roce 1805 obdržel velkou cenu akademie za báseň Uppfostrasen (Vychovatel) a dvě menší ceny za překlady latinských básníků. V roce v 1807 získal opět menší cenu za překlady z Vergilia a roku 1808 opět velkou cenu za báseň Gustaf den tredje (Gustav III.), píseň napsanou u příležitosti odhalení sochy krále Gustava III.
Později se však energicky postavil proti osvícenskému racionalismu a náboženskému formalismu a sblížil se více s romantiky, především s představiteli tzv. Gótského spolku pro jejich vnímavost vůči náboženství švédských lidových vrstev. V tomto duchu také napsal své četné duchovní písně, ve kterých se projevuje jeho umění spojit starozákonní
orientální nádheru s prostotou a opravdovostí náboženského citu švédského lidu.
Roku 1811 byl jmenován členem výboru, který byl zřízen pro přípravu nového švédského kancionálu. Nebyl však spokojen s návrhem, předloženým výborem v roce 1814, vypracoval a vydal v roce 1816 návrh vlastní, který byl s několika změnami schválen králem a ratifikován v roce 1819. Sám napsal do této knihy 128 hymnů, pietně parafrázoval známější Davidovy žalmy, dovedně adaptoval proslulé zahraniční náboženské písně a působivě upravil staré švédské duchovní písně. Podílel se na více než polovině skladeb z pěti set, které kancionál obsahuje, a jeho uspořádání je téměř výhradně jeho dílem. Snad nejznámější jeho duchovní písní je nádherná skladba (Var hálsad, skoná morgonstund (Bud pozdravena, krásná ranní chvíle). Za jeho významný přínos do oblasti duchovní písně jej básník Esaias Tegnér nazval „Davidovou harfou Severu" („Davidsharpan i Norden").
Důsledným tématem Wallinovy duchovní poezie je touha opustit pozemský život pro nebeské spojení s Bohem. Tento motiv se projevuje i v jeho básních, jako je například Hemsjukan (Stesk po domově) z roku 1821 a předevím v jeho náboženském eposu Dödens engel (Anděl smrti) publikovaném v roce 1839 po básníkově smrti, kde útěchou života je nesmrtelnost, která čeká v Boží lásce.
Ve svých současnících udělal Wallin veliký dojem také jako kazatel a řečník. V jeho kázáních a slavnostních projevech se projeval jeho smysl pro jazyk a upřímnost a s jeho mocným hlasem a mistrným a expresivním přednesem měla jeho slova neodolatelnou účinnost.

## Výběrová bibliografie

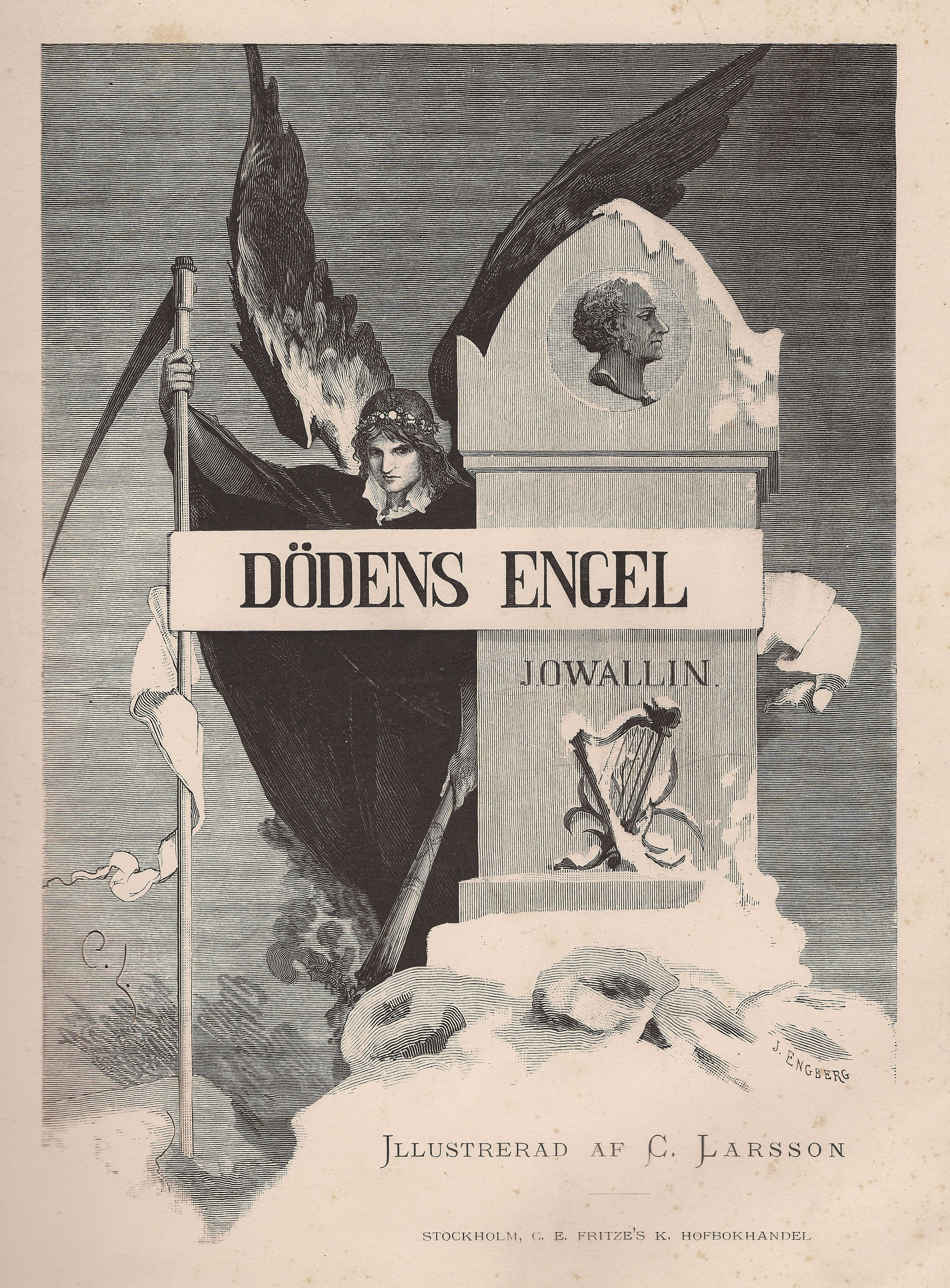
Titulní list vydání Anděla smrti z roku 1880 s ilustracemi Carla Larssona

- Diss. de Qu. Horatio Flacco (1804), parafráze Horatiových ód oceněné druhou cenu Švédské akademie.
- Uppfostrasen (1805, Vychovatel), didaktická báseň oceněná Švédskou akademií.
- Öfversättningar från Latinska skalde (1806, Překlady z latinských básníků), tyto překlady byly oceněny Švédskou akademií.
- Gustaf den tredje (1808, Gustav III.), píseň napsaná u příležitosti odhalení sochy krále Gustava III. Dílo obdrželo velkou cenu Švédské akademie.
- Den svenska psalmboken (1819, Švédský zpěvník), zpěvník nazývaná též Wallinův kancionál používaný ve Švédsku do roku 1937. Wallin se autorsky podílel na více než polovině skladeb z pěti set, které kancionál obsahuje, a jeho uspořádání je téměř výhradně jeho dílem.
- Hemsjukan (1821, Stesk po domově), v básni chce autor „přes moře do neznámých krajin“, chce  opustit pozemský život pro nebeské spojení s Bohem.
- Religionstat vid atskilliga Tillfällen (1825-1831, Náboženské projevy pro různé příležitosti), tři svazky Wallinových kázání.[3]
- Skål för George Washington (1837, Přípitek Georgovi Washingtonovi), báseň oslavující George Washingtona
- Dödens engel (vydáno posmrtně 1839, Anděl smrti), náboženský epos s tématem smrti a soudného dne považovaný za Wallinovo nejvýznamnější dílo, který pojednává o pomíjivosti života a vážnosti věčnosti a o tom, že jedinou útěchou života je nesmrtelnost, která čeká v Boží lásce. Báseň byla napsána během první epidemie cholery ve Švédsku v roce 1834, ale básník jí neustále upravoval. Protože byla vydána až po básníkově smrti, je považována za jeho poslední práci.[7]
- Predikningar (1840-1841, Kázání), posmrtně vydané tři svazky Wallinových kázání.[3]